# Internetguiden
Internetguiden var en konsumenttidskrift i Sverige 1995–2001 om Internet. Det var den första svenska tidskriften som riktade sig till vanliga internetanvändare.
Tidningen gavs ut av Bonnierägda Fanzine Media mellan 1995 och 1999. I mars 1999 köpte IDG (International Data Group) upp tidningen. Internetguiden slogs senare ihop med systermagasinet och före detta konkurrenten Internetworld. I början av 2000-talet blev tidningen en del av datortidskriften PC för alla. IDG förklarade sammanslagningen med att det räcker med en tidning som har internetbevakning och att avtal om gratis distribution till internetoperatörskunder löpte ut.